# CLDN34
CLDN34 (англ. Claudin 34) – білок, який кодується однойменним геном, розташованим у людей на короткому плечі X-хромосоми. Довжина поліпептидного ланцюга білка становить 214 амінокислот, а молекулярна маса — 24 226.
| 10         |  | 20         |  | 30         |  | 40         |  | 50         |
| ---------- |  | ---------- |  | ---------- |  | ---------- |  | ---------- |
| MVWFCNSADC |  | QFSVFALTTI |  | GWILSSTSTG |  | LVEWRIWYMK |  | DTSLYPPGIA |
| CVGIFRVCIY |  | RRRTNSTTTK |  | FCYRYSYQDT |  | FLPFEISMAQ |  | RFLLTASIFG |
| FFGRAFNMFA |  | LRNMSMRMFE |  | EDTYNSFVVS |  | GILNIAAGVF |  | NLIAVLQNYD |
| AVINSQGITF |  | LPSLQMPFKP |  | DVQEVGTAIQ |  | VAGIGVLPML |  | LTGMFSLFYK |
| CPPYGQVHPG |  | ISEM       |  |            |  |            |  |            |

A: Аланін

C: Цистеїн

D: Аспарагінова кислота

E: Глутамінова кислота

F: Фенілаланін

G: Гліцин

H: Гістидин

I: Ізолейцин

K: Лізин

L: Лейцин

M: Метіонін

N: Аспарагін

P: Пролін

Q: Глутамін

R: Аргінін

S: Серин

T: Треонін

V: Валін

W: Триптофан

Локалізований у клітинній мембрані, мембрані, клітинних контактах, щільних контактах.